# Ryszard Malec
Ryszard Malec (ur. 12 sierpnia 1950) – polski koszykarz, multimedalista mistrzostw Polski. 

## Osiągnięcia
Klubowe
- Mistrz Polski (1970)
- Wicemistrz Polski (1972)[1]
- Brązowy medalista mistrzostw Polski (1971)
- Zdobywca pucharu Polski (1971, 1972)